# Cámara de eco (medios)
La cámara de eco o cámara de resonancia mediática, es un fenómeno en medios de comunicación y redes sociales en el que los participantes tienden a encontrar ideas que amplifican y refuerzan sus propias creencias. El fenómeno de cámara de eco implica el consumo de medios sesgados dentro de un sistema cerrado,[cita requerida] sin embargo, una cámara de eco también se refiere a interactuar en redes sociales principalmente con personas que comparten las mismas creencias. En redes sociales, una cámara de eco puede resultar por la burbuja de filtros en el que los algoritmos de Internet seleccionan el contenido que al usuario les interesa. El fenómeno cámara de eco es asociado con polarización y extremismo político y social, así como también un estado de aislamiento intelectual.[cita requerida]

## Concepto
Metafóricamente, esta expresión hace referencia a la cámara de eco acústica, un recinto hueco donde se produce la reverberación de los sonidos y donde sólo se oye la propia voz que topa en las paredes. Este es el mismo efecto que se produce en los medios y las redes, donde los usuarios únicamente visualizan o leen el contenido que reafirma sus propias ideologías y creencias, aislados de una información de carácter general o de opiniones contrarias a las suyas.
Así pues, en la actualidad, una misma página de noticias puede ofrecer a cada individuo contenido personalizado acorde a sus preferencias, haciendo que cada uno se cierre en su cámara de eco.

## Cómo funciona
Observadores del periodismo en medios de comunicación masivos describen el efecto de cámara de eco en el discurso de los medios. Un proveedor de información emite una afirmación, que mucha gente de pensamientos similares repite, escucha a la pasada y luego repite otra vez (generalmente de una forma exagerada o distorsionada) hasta que más gente asume que una variación extrema de la historia es verdadera sin crear contraste de ideas
Los participantes de comunidades en línea pueden hallar sus opiniones constantemente repetidas y devueltas hacia ellos, lo cual refuerza sus sistemas individuales de creencias. Esto puede crear barreras para el discurso crítico en un medio en línea. Debido a que se forman amistades y comunidades con gente de pensamiento similar, este efecto también ocurre en la vida real. El efecto de la cámara de eco puede prevenir a individuos de notar cambios en el lenguaje y la cultura que involucren a grupos ajenos a ellos mismos. En cualquier caso, la cámara de eco refuerza la vista actual del mundo de cada uno, haciéndola aparecer más correcta y universalmente aceptada que como realmente es.  Otro término emergente para este efecto homogeneizante de eco en Internet sobre las comunidades sociales es tribalismo cultural.
Es entonces que, cuando las personas que forman parte de una cámara de eco se enfrentan a opiniones e ideas diferentes a las suyas, la emoción que domina su conducta es la ira y la agresividad. Los usuarios estaban inmersos en su "zona de confort" donde podían reforzar sus propios pensamientos, aumentando así su autoestima.

### Polarización afectiva
Se entiende como la hostilidad existente entre dos grupos de personas que tienen posicionamientos políticos u orígenes distintos, así como también ideales religiosos, educativos o económicos opuestos. Este hecho puede acabar creando cámaras de eco, las cuales fomentan una exposición a la información sesgada, lo que hace que aumente la hostilidad entre ambos grupos.

## Causas

### Homofilia
Según afirma Liliana Arroyo, doctora en sociología y docente de la UB, la tendencia por naturaleza humana es «relacionarnos con los que son similares a nosotros». Por contra, el diálogo entre personas de posiciones opuestas es más costoso; «es más agradable hablar de lo que piensas y sientes con gente que no te está juzgando desde el otro lado». La gente que piensa y vive de forma diferente evita relacionarse, tal y como constatan los estudios en sociología y política.
Esta idea de homofilia, es decir, de relacionarse con las personas que tienen intereses, creencias, edad, o pertenecen a una clase social similares a los nuestros, se traslada a Internet de la misma manera, sumándose al efecto de los algoritmos.

### Filtro burbuja
Un filtro burbuja” es un «ecosistema personal de información provisto por algoritmos», lo que lo convierte en un propio universo de información para cada individuo. La función de los algoritmos es realizar una selección personalizada de la información, tomando como referencia sus datos de usuario y sus preferencias sobre la base de su interacción en la red (historial de búsquedas, gustos, clics, etc.). Haciendo un análisis del comportamiento de los navegantes en Internet, consiguen crearles una burbuja adaptada para que se encuentren cómodos y su actividad en línea se prolongue.
Esta nueva era de Internet, según argumenta Pariser, se inició en 2009, cuando Google y el resto de grandes compañías digitales como Facebook, Netflix o Amazon, comienzan a adaptar, cada vez con mayor precisión, los contenidos ofrecidos en función de las predilecciones de cada usuario. Aparece un nuevo modelo de negocio basado en «la adicción al uso», tal y como explica, David Murillo, profesor del departamento de Ciencias Sociales de Esade: «se trata de maximizar tu rato de uso de forma que ellos puedan, a través de la publicidad, rentabilizar tu atención».
Eli Pariser demuestra que un mismo término introducido por dos personas distintas en un buscador genera diferentes resultados para una y para la otra. Los gustos, conocimientos e ideología de cada persona determinan los resultados que a cada una de ellas se les muestra. Estos criterios de filtrado posibilitan que las personas reciban únicamente noticias de aquellos temas de su interés y con cuyos puntos de vista se identifican. Sin embargo, cada individuo recibe una visión del mundo particular, una pseudorealidad previamente seleccionada y acomodada a cada uno de ellos, que encaja con las propias ideas preconcebidas. La canciller Ángela Merkel lo sentenciaba en una conferencia en el 2016: «Los buscadores de internet tienen un efecto distorsionador sobre la percepción», y el autor de Comunicación, redes y algoritmos, Martí Petit, lo completa añadiendo que la inconsciencia de este proceso por parte de los usuarios lleva a que se crean que esa es la verdadera realidad y que sus búsquedas son objetivas y universales, cuando no es el caso, realmente.
Estos juicios cuestionan la eficacia de los medios digitales y las redes como recursos para ampliar el conocimiento y para adquirir puntos de vista diversos. Marc Argemí, director de la empresa de comunicación Sibilare, describe la paradoja, evocando en las redes que, a menudo, parece que abren los navegantes al mundo, pero que, a la vez, los recluye en lo ya conocido.
Por otro lado, la investigadora en comunicación política Silvia Majó defiende la parcialidad y la estrategia comunicativa de los medios digitales en una hipótesis opuesta, hablando de una «multiplicación de canales de información», en lugar de la consideración de las ideas predominantes de la cámara de eco y las burbujas informativas. Esta visión recuerda que, a pesar de todo, la red amplía el abanico de información y la diversidad de fuentes que los individuos tienen al alcance y que los propios usuarios son, en parte, responsables de quedar aislados en las cámaras o burbujas.

### Sesgo de confirmación o exposición selectiva
Este es otro de los fenómenos que justifica las cámaras eco. Se trata de un proceso cognitivo que indica que las personas tienden a buscar y aceptar los mensajes que concuerdan con sus propias creencias, actitudes y preconcepciones y, por el contrario, evitan y desprecian los mensajes que las contradicen. El filósofo y político inglés Francis Bacon sustraía su propia definición en pleno siglo XVII: «es un error peculiar y constante en el entendimiento humano estar más inclinado por afirmaciones que defienden tus creencias, que por negaciones que se oponen a estas». Añadía también que «una vez se ha adoptado una opinión sobre algo, la mente del ser humano recoge cualquier caso que la confirme, y rechaza o ignora la demostración de casos contrarios, ya sean más numerosos y de mayor peso, para que su juicio quede inalterado».
Volviendo a las redes, un estudio del Pew Research Center, publicado en 2016, concluía que la mayoría de encuestados (un 65%) no encontraban interesantes las interacciones con gente de creencias políticas distintas. Para el 59% de estos, los desacuerdos sobre política resultaban frustrantes. «Los algoritmos de las redes intentan evitar ese sufrimiento a sus usuarios», afirma Nereida Carillo, doctora en comunicación y periodismo por la UAB.
El profesor de derecho en Harvard, Cass R. Sunstein, advierte de los efectos negativos del sesgo de confirmación, dictando que el fenómeno afecta significativamente en la difusión de contenido en la red, pues se crean “cascadas” informativas entre comunidades, en las que la suma de contenido favorable distribuido de forma colectiva acaba fomentando la polarización social e, incluso, justificando la difusión de noticias falsas.

### Influencia de Internet
Antiguamente, los hombres de una considerable posición social y económica se reunían en cafés literarios para conversaciones intelectuales y sobre los acontecimientos exclusivos. Junto con el interés expresado por los asuntos públicos, se inició la transformación del súbdito en ciudadano y, a través de publicaciones periódicas, la aparición de la audiencia y la cultura de masas, según el filósofo Jürgen Habermas.
Más tarde, la llegada de Internet y otros medios de comunicación, como las redes sociales, ha comportado dos cosas en relación con la temática tratada: el aumento del número de fuentes de información disponibles y los algoritmos.
Según Eli Pariser, la medición algorítmica no empieza a tener un impacto considerable en la sociedad hasta que Google implementa la búsqueda personalizada en diciembre de 2009.
Respecto a esta situación, Enrique Dans, experto en tecnologías de la información, afirma que «esto, ya de entrada, tiende a privarte de la diversidad de puntos de vista, de ideas distintas a las tuyas. No es que simplemente te den más de lo mismo, es que conscientemente te ocultan lo que no es así, entierran aquello que podría llevarte a cambiar de opinión, o a matizarla». Por tanto, se acaba creando una dinámica de retroalimentación entre el usuario y la red social; es decir, como la red social o el motor de búsqueda interpretan que una determinada información es atractiva para el usuario, le aportará más contenido similar y el usuario demandará continuamente por él. Se acaba creando así, una cámara de eco.
Esta cámara de eco tiene preestablecido lo que va a mostrar según la información que haya recibido de los algoritmos de cada usuario. Sin embargo, el navegante no ha escogido entrar en esta burbuja personalizada e invisible. Por tanto, es una cuestión peligrosa porque el usuario podría no ser consciente que está entrando en un clima de opiniones balcanizado, polarizado y que utiliza un lenguaje ofensivo, de acuerdo con Jamieson y Cappella, expertos en política y comunicación. 
Por ello es importante enfrentarse a la medición algorítmica mediante técnicas de visibilización y acción social.
Beer (2009) también advierte sobre el poder de los algoritmos escondidos tras un sitio web que aparenta ser participativo y con principios democráticos, pero los cuales, cada vez, disfrutan de mayor poder en el ámbito social y cultural. 
El estudioso de las implicaciones políticas y sociales de la tecnología Evgeny Morozov, por su parte, repara en que «debemos dejar de creer que los nuevos filtros y prácticas algorítmicas impulsados por los recientes intermediarios digitales (y sus entusiastas genios de Internet) son aproblemáticos, objetivos y superiores por naturaleza a los filtros y prácticas que los precedieron. Estos nuevos filtros podrán ser más veloces, baratos y eficaces, pero la velocidad, el costo y la eficacia guardan solo una relación periférica con las funciones civiles que los nuevos filtros y algoritmos desempeñarán en nuestra vida».
Otra cuestión a tener en cuenta es el fenómeno de noticias falsas y el fenómeno definido como la “posverdad” (“Distorsión deliberada de una realidad, que manipula creencias y emociones con el fin de influir en la opinión pública y en actitudes sociales”). Raúl Trejo Delarbre, profesor en la Facultad de Ciencias Políticas y Sociales de la UAM, confirma que «no se trata de la simple repetición de mentiras, que siempre las ha habido en quehacer político, sino del efecto que tienen las redes sociodigitales en la articulación de grandes núcleos de personas que dan más verosimilitud a informaciones falsas».
Según Habermas, citado por Berelson, un estudioso del comportamiento humano, el hombre está dotado de racionalidad, lo que lo distingue del resto de seres vivos. Además se considera a los individuos interesados por los asuntos públicos y por la comunidad, así como también, dotados con unos principios políticos y éticos derivados de la información y el conocimiento correspondiente. Por tanto, se espera de ellos que expongan sus argumentos en beneficio del interés general y no, desde una perspectiva distorsionada por encontrarse inmersos en una cámara de eco.
Los medios de comunicación de masas se convierten en una extensión de un pensamiento de unos cuantos, los directivos del noticiario, por ejemplo. No es un fenómeno representativo a nivel estadístico, sin embargo, sí lo es a nivel calificativo, creando así una influencia. Se acaba  generando una opinión de masas parcial, manipulada y no crítica, prohibiendo, por tanto, una sociedad autónoma y libre.
El medio más representativo de la personalización de la información es Facebook. Los ejecutivos de la red social confirmaron que su objetivo principal era mantener los usuarios conectados con las personas, lugares y cosas de preferencia. Por tanto, no es un medio que los navegantes deban usar para mantenerse informados.

### Teoría de laespiral del silencio
Es una teoría planteada por la politóloga, además de socióloga, escritora, periodista y profesora de universidad, Elisabeth Noelle-Neumann. En ella, afirma que los seres humanos modelan su comportamiento según lo que es aceptable, o no, en una sociedad. Según Noelle Neumann: «la opinión pública es la piel que da cohesión a la sociedad». Por tanto, el comportamiento de los individuos está influido por la percepción que se tiene del clima de opinión dominante por miedo al aislamiento social. 
Esta teoría podría justificar porque, a veces se crean cámaras de eco.

## Efectos directos

### Problemas de las cámaras de eco[15]
Según Sustein existen tres problemas principales:
1. La fragmentación de la sociedad: si existen cámaras de eco dentro de una sociedad es un indicador que esta se encuentra fragmentada. No es una  señal de buen funcionamiento y desarrollo para la que se necesita el entendimiento entre unos y otros.
2. Progresiva desaparición de información diversa: para que los individuos podamos poseer una opinión crítica debemos disponer de información que agrupe en ella todos los puntos de vista posibles.
3. Deterioro de la libertad de la ciudadanía: la libertad está relacionada con la capacidad de elección de la información con la nos sentimos identificados una vez hemos analizado todos los puntos de vista que nos ofrecen y no cuando un algoritmo nos sesga la información conforme a nuestras preferencias.

### Fake news
Un estudio realizado por Reuters Institute for the Study of Journalism afirma que cuatro de cada diez cibernautas españoles utilizan las redes sociales como vías principales de acceso al consumo informativo. En Estados Unidos, un 44% de la población utiliza Facebook como única fuente de noticias. Este dato se explica teniendo en cuenta que, actualmente, los contenidos y las noticias de los medios de comunicación son distribuidos directamente en las redes sociales. De esta forma, los medios consiguen más visitas y los ciudadanos no deben ir expresamente a las páginas web de los medios para recibir información de lo que sucede en el mundo. Así lo transmite la periodista Georgina Ferri en su artículo en el diario Ara.
El problema que comporta esta forma de proveerse de noticias es que «lo que recibimos es mucho menos de lo que se está informando a nivel global», manifiesta María Jesús Martínez-Conde. Y lo que es más grave, asegura el periodista José Antonio González Alba: «Las noticias de los medios nos llegan a nuestra cuenta de Facebook y Twitter mezcladas con múltiples impactos, opiniones, entretenimiento, comentarios de nuestros amigos, y directamente con perfiles y enlaces informativos falsos».
En 2016 los científicos sociales Walter Quattrociocchi, Antonio Scala y Cass R. Sunstein desarrollaban un estudio sobre estos efectos negativos de las cámaras de eco: Echo Chambers on Facebook. En él estudiaban la tendencia de los usuarios a promover los discursos que les eran favorables, el efecto del sesgo de confirmación, y el consiguiente impulso de polarización grupal y extremismo social y político. En cuanto a la propagación de fake news o noticias falsas, observaron que los usuarios polarizados de Facebook daban retroacción a declaraciones intencionadamente falsas (con un “me gusta” o un comentario) cuando el contenido de estas les era favorable o reforzaba la propia ideología. Incluso cuando las noticias eran deliberadamente falsas y escritas con una intención satírica, los usuarios polarizados sacaban provecho haciendo difusión entre sus comunidades en línea, ya que, en contraste con el entorno dentro de la comunidad, la noticia parecía verídica. En consecuencia, los tres autores del estudio hacen énfasis en el papel fundamental que juega el sesgo de confirmación en la selección de contenido y hasta qué punto puede no tener importancia la credibilidad o la objetividad de la información cuando se quiere tener razón.
Por su parte, el profesor de comunicación y social media de la UOC, Ferran Lalueza, recapitula la cuestión de esta forma: «Siempre han circulado noticias falsas. El problema reside en que ahora se difunden a gran velocidad y llegan a millones de personas en un instante. La burbuja de filtro es corresponsable de este fenómeno porque permite que las fake news se dirijan específicamente a aquellas personas que, con un altísimo nivel de probabilidad, contribuirán a divulgarlas porqué sintonizan con ellas, de modo que, para estas personas, la veracidad o no de estas informaciones deja de ser un factor importante».

### Polarización
Este es uno de los principales efectos de las cámaras de eco, porque el constante reforzamiento de las propias creencias acaba llevando a menudo a los usuarios a rechazar cualquier opinión diferente. En el estudio de Quattrociocchi, Scala y Sunstein es un tema abundante: en sus análisis, los usuarios de distintas ideologías o comunidades tendían a no interactuar, y cuando sí se producía contacto entre ellos, las emociones y la crispación fruto de las discusiones comportaban un marcado extremismo en sus creencias y, una vez más, “la propia visión era reforzada y polarizada”. Además, las conversaciones sobre política en las redes tienden a ser menos respetuosas que en otros entornos, tal y como apunta el estudio del Pew Research Center.
Por lo tanto, la polarización conlleva la formación de comunidades de diferente ideología y la extraña interacción entre estas, que cuando se produce es en forma de “troleo”, es decir, de provocación. Tal y como atestigua Cass Sunstein, «un mundo con grupos muy diferentes de gente, viviendo en redes informativas completamente diferentes y creando burbujas cada vez más aisladas, cultural e ideológicamente».

### Cultura
Las cámaras de eco y el filtro burbuja no sólo surten efecto en las ideologías políticas, también tienen impacto en otros ámbitos de la vida humana, como la cultura. Como se ha dicho en un principio, la información sobre los usuarios es cuidadosamente recopilada y almacenada. Martí Petit habla del rastro que generan actos que antes eran anónimos, como ir al teatro o leer un libro, y de la posterior gestión que realizan los algoritmos: «Lo que hacen es hacer propuestas a partir de nuestro consumo previo, de modo que, por primera vez, la cultura está muy influida por nuestra huella digital. Y esa influencia la ejercen unos algoritmos que tienen una influencia en nuestras vidas de la que no somos suficientemente conscientes».
Gracias a la reciente tecnología de almacenamiento y gestión de datos Big Data, las plataformas digitales saben lo que los navegantes hacen, compran y visitan y, en caso de que sean capaces de seleccionar la información que les es de mayor interés, también lo son para predecir sus gustos en cuanto a la cultura. Ahora bien, como apunta Marc Argemí, la red no impone qué consumir de forma directa, sino que orienta la toma de decisión: «Trasladan al consumo de información algo que el marketing y la publicidad ya han hecho en otros sectores desde hace décadas».
Además, según Enrique Dans, «las personas más ignorantes tienden a escoger líneas editoriales muy definidas, a renunciar a informarse en otras, y a adoptar, en consecuencia, posiciones más radicales y desinformadas».

## Consecuencias políticas
Las cámaras de eco es una de las cuestiones que más resonancia ha tenido en el mundo político.
Según Barberá, Jost, Nagler, Tucker y Bonneau en su artículo Tweeting From Left to Right: Is Online Political Communication More Than an Echo Chamber?, afirman que, estudiando Twitter, se han dado cuenta de que no generan cámara de eco todos los temas, sino sobre todo aquellos relacionados con cuestiones políticas.

### Diálogo y democracia
Los contenidos y servicios personalizados pueden limitar la variedad de contenidos multimedia a los que están expuestas las personas y, por tanto, pueden tener un efecto adverso sobre el discurso democrático. Una vez se ha visto que las comunidades en las redes no suelen interactuar, se puede deducir que las cámaras de eco podrían tambalear la estabilidad democrática, pues el diálogo global es su principal fundamento. La mayoría de expertos aseguran que las redes sociales no fomentan la conversación y el diálogo, la principal evidencia: «hay pocos espacios de interacción en las redes sociales», afirma Camilo Cristancho, doctor en Ciencias Políticas por la UAB. Liliana Arroyo aporta otro argumento, tratado anteriormente, acusando a los cibernautas: «En realidad, en las redes, no buscamos diálogo. Buscamos el impacto, la pertenencia a un grupo y la aprobación de la comunidad». Por su parte, Ana Sofía Cardenal, profesora de ciencia política en la UOC difiere de la mayoría de especialistas y defiende la estrategia de las redes, dictando que son una herramienta muy válida para confrontar visiones, si se hace un buen uso, y señalando, también, que el diálogo entre posiciones contrapuestas se da, aunque sea poco frecuente.
Entrando en la definición de democracia y la propia legitimación, los expertos que consulta Nereida Carrillo coinciden en que es necesaria una opinión pública bien informada que decide el sentido de su voto con conocimiento de causa, a lo que Ferran Lalueza avala: «Si la opinión pública no sólo no está bien informada, sino que, de hecho, está siendo sistemáticamente desinformada, todo el sistema democrático se tambalea». Por su parte, Javier Sampedro, científico y periodista español, es contundente: «Si te informas por tus seguidores y seguidos en Twitter, tus “me gusta” en Facebook y tu selección de amigos en Google+, lo más probable es que no te enteres de qué va el tema. Esto no es que devalúe el debate político. Es que lo elimina desde la raíz». Lo defiende Camilo Cristancho, inculpando también a los buscadores que, optimizando los resultados según sus propios gustos, «aíslan de las cosas distintas, que contienen posiciones políticas contrarias que son necesarias para el debate político».
Además, cabe recordar la cantidad de información falsa que circula por la Red. El catedrático en filosofía social y política Daniel Innerarity hace mención de ello estableciendo que, para empezar, no es posible una verdadera discusión democrática si las referencias de los hechos son falsas.
Así pues, las cámaras de eco tienen un efecto negativo para la democracia. «No se genera una sociedad que debate, sino múltiples grupos aislados que son incapaces de llegar a acuerdos, que ven el consenso como algo malo, porque no quieren dialogar con alguien al que consideran inferior», afirma Cristancho. Cass Sunstein incide en la necesidad de una democracia deliberativa, es decir, en la importancia de que las personas de diferentes creencias e ideología razonen y debatan para una mejor toma de decisiones. De esta forma se aportarán varios puntos de vista, con la posibilidad o no de llegar a un acuerdo, pero con la mentalidad abierta y predispuesta de tener en cuenta a personas que piensan diferente. Por contra, las opiniones firmes pueden ser «peligrosas por el funcionamiento y la estabilidad del orden democrático».

### Ejemplo de hechos reales causados por una cámara de eco

#### Asalto al Capitolio
El 6 de enero de 2021 se produjo un asalto al Capitolio de los Estados Unidos, el edificio en que se sitúan las dos cámaras del Congreso, por parte de manifestantes afines al presidente en aquel momento, Donald Trump. El hecho ocurrió durante la sesión para confirmar el nombramiento de Joe Biden como nuevo presidente de los Estados Unidos tras el resultado de las elecciones de tres días atrás, el 3 de enero de 2021.
Los seguidores de Trump, incluso el mismo Trump, se negaban a aceptar la derrota electoral. Prueba de ello son los múltiples intentos del expresidente por invalidar los resultados. Tras el mitin “Save America” los forofos de Trump decidieron saltar las vallas que protegían el edificio para mostrar su disconformidad. La ocupación se realizó entre gritos de “Trump ganó” y mucha violencia. 
La toma del edificio causó su cierre de emergencia y la intervención de la Guardia Nacional, además de seis muertos, media centena de heridos y múltiples arrestos. Los daños al edificio también fueron significativos, puertas y ventanas rotas para el asalto, robos, pintadas…
Este es un ejemplo de cámara de eco a nivel político. El contundente mensaje de Trump les llevó al extremismo produciendo un asalto en masa con gran violencia que desató el caos. Se llegó, incluso, a decretar el toque de queda en la ciudad Washington.